# 临潼东站
临潼东站位於中華人民共和國陝西省西安市临潼区新丰镇梁赵村，是徐蘭客運專線上的鐵路車站，於2009年啟用，由西安铁路局管轄，不办理客运业务。本站建有三组联络线，分别为：何临联络线 (至包西铁路何寨站，连通包头方向)、临潼东联络线 (至大西客运专线湾李线路所，连通大同南方向) 和临窑联络线 (至陇海铁路窑村站，连通西安、兰州方向)，满足部分高速动车、包西线普速客车以及包西线动集动车的跨线需求。

## 外部連結
- 中国铁路客户服务中心（页面存档备份，存于）